# Казимировский дворец
Казимировский Дворец — дворец в Варшаве, который находится в самом центре города (Краковское предместье 26/28), на историческом пути королевского тракта.
Построен между 1637-1641 годами, был восстановлен в 1660 году как королевский дворец для короля Яна II Казимира (от которого происходит название здания). С 1765 года дворец снова был восстановлен под руководством архитектора Доминико Мерлини, с 1765 по 1794 год король Польши Станислав Август Понятовский сделал дворец резиденцией Польской школы рыцарей кадетского корпуса. С 1824 года дворец стал резиденцией Варшавского университета.

## История

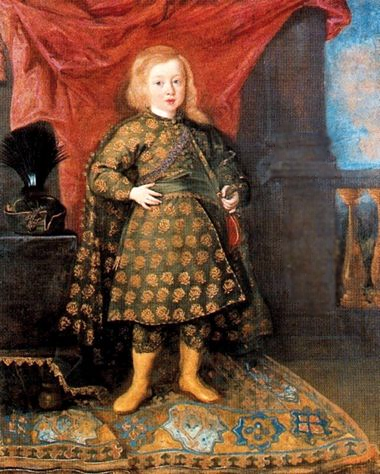
Принц Сигизмунд Казимир во дворце, 1644 год

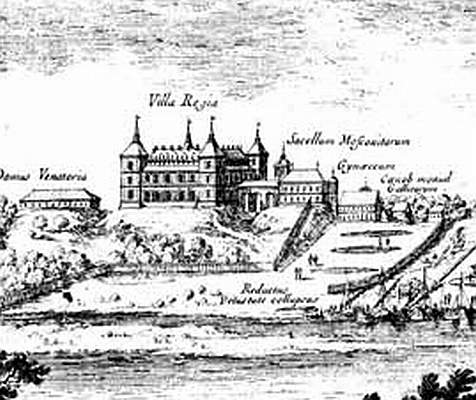
Villa Regia («Королевская вилла»), 1656 год

пКазимировский дворец был возведён между 1637—1641 годами для короля Владислава IV в стиле раннего барокко. Дворец окрестили «Villa Regia» (лат. Королевская вилла), проект виллы был подготовлен польским архитектором итальянского происхождения Джованни Баттистой Тревано Он был построен в виду прямоугольного здания с угловыми башнями, стиль которых был известен как «Poggio-Reale — Serlio».
«Villa Regia» имело великолепную лоджию (балкон) с прекрасным видом на реку Вислу и местность на её противоположном берегу — Прагу. Во дворе виллы имелся ботанический сад, цветник и множество скульптур, многие из которых были приобретены во Флоренции за 7000 гульденов, другие скульптуры были созданы в Праге, известным скульптором Адрианом де Врисом. Сюжетами большинства скульптур были древнегреческие мифы: Геракл борется с кентавром Нессом, змея укусила лошадь и другие. Другой особенностью садов была большая беседка, где фламандский живописец Кристиан Мелих писал свои картины природы; позже эта беседка была выбрана королевой Марией Луизой Гонзагой как место проведения её литературного салона.
Убранство дворца было обставлено роскошной мебелью в венецианском стиле. Потолки дворца были позолочены, порталы виллы были сделаны из дорогого чёрного мрамора. В 1650-х годах, скульптор Джованни Франческо Росси создал огромные мраморные украшения в стиле римского барокко, с бюстами римских императоров, короля Яна II Казимира и королевы Марии Луизы Гонзаги (сегодня скульптуры находятся в замке Грипсхольм в Швеции). Эти украшения были настолько ценны, что во время «шведского потопа» король Швеции Карл X Густав приказал перевести их в Швецию.
В вилле был большой концертный зал, украшенный масляной росписью плафона с изображением Цецилии Римской, покровительницы музыки, и королевы Цецилии Ренаты Австрийской. В зале имелась большая коллекция древних скульптур, которые будут украдены во время «шведского потопа» и привезены в Берлин к курфюрсту Фридриху Вильгельму I , в то время как садовые скульптуры были доставлены в Швецию. Затем дворец был разграблен и сожжён.

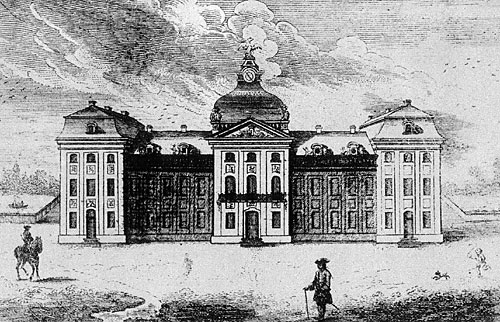
Дворец при Сулковском, 1740 год

После разрушения дворца «Villa Regia» была перестроена дважды, в 1652 и в 1660 году. Восстановленная вилла стала носить название «Казимировский дворец» в честь короля Польши Яна II Казимира, который сделал дворец своим местом жительства.
Заброшенный в 1667 году дворец позже стал собственностью короля Яна III Собеского. В 1695 году здание было полностью уничтожено пожаром.
В 1724 году, местностью, где стоял дворец, стал владеть король Август II. В этот период дворец был восстановлен, были построены въездные ворота и восемь армейских казарм были выстроены перпендикулярно дворцовому фасаду.

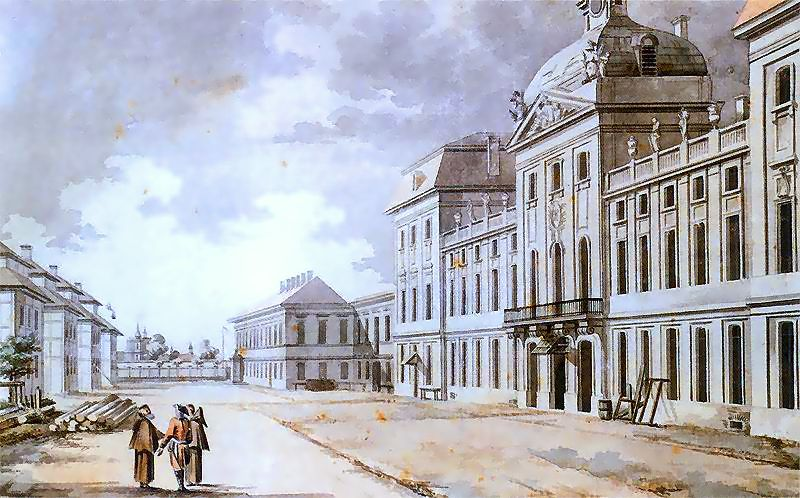
Здание кадетского корпуса, 1785 год

В 1735 году дворец стал собственностью графа Александра Юзефа Сулковского. В нём был построен кирпичный завод, печь для обжога кирпичей и пивоварня, в 1737-39 он перестроил дворец, вероятно, по проекту в стиле рококо от архитекторов Иоганна Зигмунда Дейбеля и Йоахима Даниэля фон Яуха. Дворец был расширен и покрыт мансардной крышей. Центральная часть здания была украшена огромными часами и геральдическим орлом.
В 1765, собственность над дворцом была передана королю Станиславу Августу Понятовскому, который расположил в нём кадетский корпус, после реставрации дворца архитектором Доминико Мерлини.
В 1794 году после подавления восстания Костюшко, корпус кадетов был закрыт.

### Варшавский университет
В 1814 году пожар уничтожил казармы перед дворцом, а в 1816 году их место заняло два боковых павильона, разработанные Якубом Кубицким. В том же году дворец стал резиденцией Варшавского университета. Одновременно с ним, в 1817-31, там также размещался Варшавский лицей и средняя школа, где Фредерик Шопен учил французский и в чьи выпускники был включен.

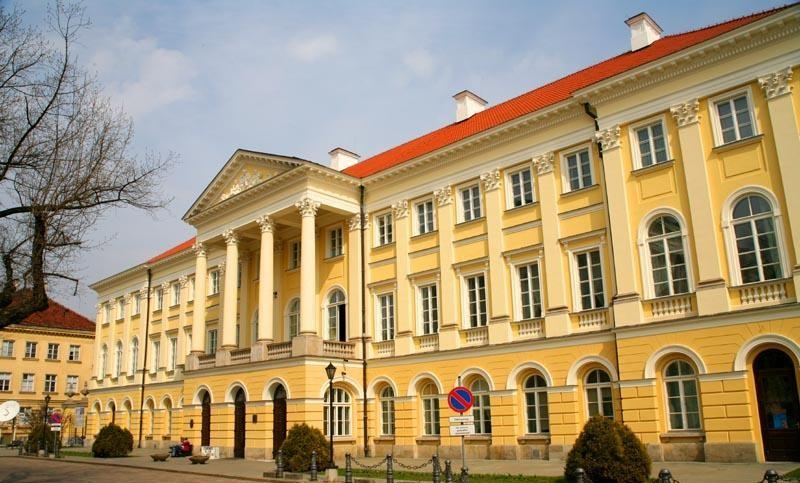
Казимировский дворец, 2006 год

В 1824 году дворец был полностью перестроен в стиле классицизма по проекту Хилария Шпиловского и Вацлава Ричеля.

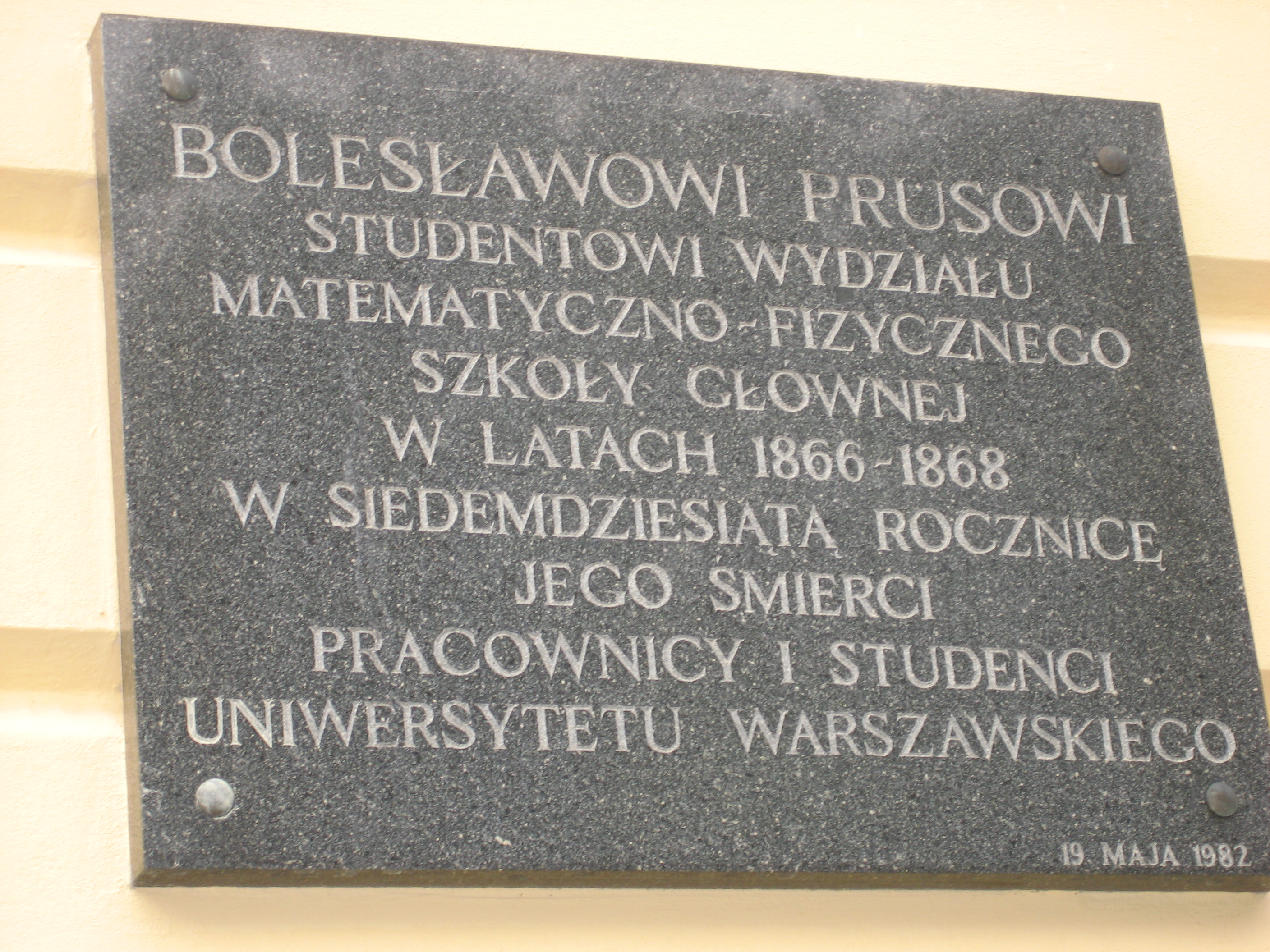
Мемориальная доска в честь обучения в Казимировском университете 1866-68 Болеслава Пруса

В 1891-94 годы, во дворе между дворцом и Краковским предместьем была построена библиотека, здание было построено по проекту архитектора Антония Яблонского-Ясенчика и Стефана Шиллера, а в 1910 г. были построены новые ворота Краковского предместья.
Во время Второй мировой войны Казимировский дворец был разрушен вместе с другими зданиями Варшавского университета; здание пострадало и в 1939, во время обороны Варшавы и в 1944, во время Варшавского восстания.
После войны, в 1945-54, дворец был перестроен по проекту Петра Беганьского. Реконструкция всей территории кампуса была окончательно завершена в 1960 году.
В настоящее время в Казимировском дворце базируется ректорат Варшавского университета, а также музей истории Варшавского университета. Здание является одним из самых привлекательных для туристов достопримечательностей на варшавском Королевском тракте.